# Myrmekiaphila millerae
Myrmekiaphila millerae is een spinnensoort uit de familie Cyrtaucheniidae. De soort komt voor in de Verenigde Staten.